# Sungai Rengit Murni
Sungai Rengit Murni is een bestuurslaag in het regentschap Banyuasin van de provincie Zuid-Sumatra, Indonesië. Sungai Rengit Murni telt 1749 inwoners (volkstelling 2010).